# Crkva sv. Nikole u Gornjim Brelima
 Crkva sv. Nikole je rimokatolička crkva u Gornjim Brelima.
Izgrađena je na hrptu biokovske visoravni, na nadmorskoj visini od 527 metara, iznad danas napuštenog starog sela Berulia, čiji se ostatci nalaze u dolini južno pod crkvom.
Temeljem stilskih karakteristika crkva se datira u 14. – 15. stoljeće. U povijesnim podatcima crkva sv. Nikole spominje se tek kasnije, 1597. godine u interdiktu biskupa fra Nikole Ugrinovića, te 1626. godine u izvještaju makarskog biskupa fra Bartula Kačića Žarkovića.

## Zaštita
Pod oznakom Z-5342 zavedena je kao nepokretno kulturno dobro - pojedinačno, pravna statusa zaštićena kulturnog dobra, klasificirano kao "sakralna graditeljska baština".